# Thorstein Johansen
Thorsten Arthur Johansen (Oslo, 7 de gener de 1888 – Oslo, 2 d'agost de 1963) va ser un tirador noruec que va competir a començaments del segle xx.
El 1920, una vegada finalitzada la Primera Guerra Mundial, va prendre part en els Jocs Olímpics d'Anvers, on va disputar dues proves del programa de tir. Va guanyar la medalla d'or en la prova de cérvol mòbil, doble tret per equips, mentre en la prova de la fossa olímpica per equips fou setè.